# San Benedetto del Tronto
San Benedetto del Tronto és un municipi italià, situat a la regió de les Marques i a la província d'Ascoli Piceno. L'any 2005 tenia 46.717 habitants.